# Dead-End-Filtration
Unter Dead-End-Filtration versteht man die klassische Form der Filtration (wie beim Kaffeefilter). Sie wird meist bei Flachmembranen verwendet, aber auch immer häufiger bei Hohlfaseranwendungen.
Anders als bei der Tangentialflussfiltration (auch Querstrom- oder Cross-Flow-Filtration genannt) bildet sich bei der Dead-End-Filtration ein Filterkuchen. Daher gehört die Dead-End-Filtration – wie die Kuchenfiltration, zu der sie ähnlich bzw. identisch ist – zur Oberflächenfiltration. 

## Prinzip

Prinzip der Dead-End-Filtration

Bei der Dead-End-Filtration wird ein Zulauf (Feed) gegen die Membran gepumpt. Der Druck ist dabei möglichst niedrig (z. B. in der Wasseraufbereitung mittels UF-Membranen ca. 1 bar), um die Kompaktierung der zurückgehaltenen Stoffe (des Retentats) zu minimieren. Durch den permanenten Abfluss des Permeats reichert sich ein Filterkuchen (Deckschicht oder Fouling) oder ein Konzentrationsgradient (Konzentrationspolarisation) aus den abzutrennenden Feststoffpartikeln auf der Membran an.
Der Filterkuchen erhöht den Filtrationswiderstand und damit den Druckverlust über die Membran. Daher muss der Filterkuchen, je nach Feedzusammensetzung, in regelmäßigen Intervallen durch Rückspülung (Zurückpumpen von bereits abgetrenntem Medium) und chemische Reinigungsmittel entfernt und das Filterelement somit regeneriert werden.

## Einsatzgebiete

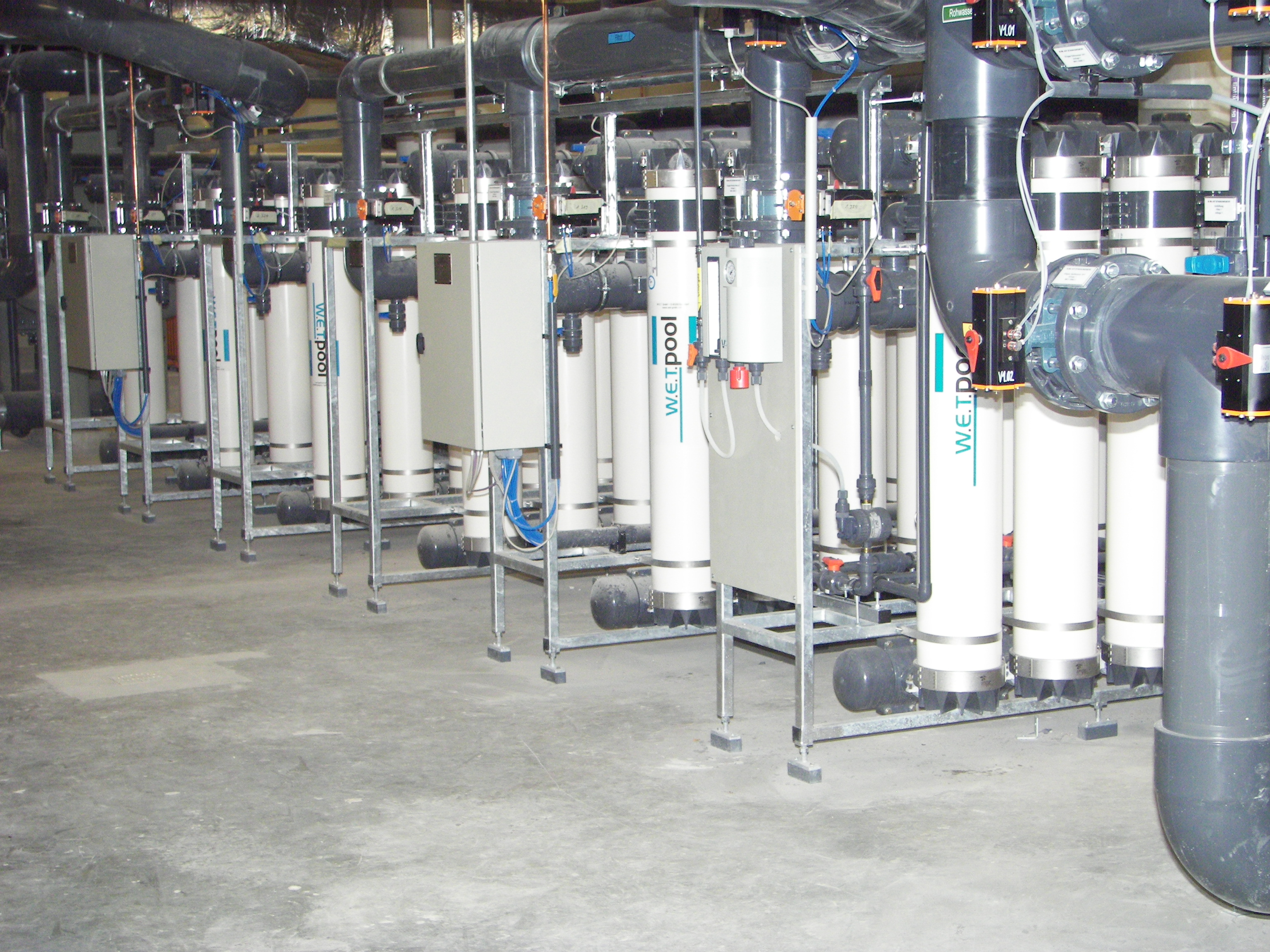
Dead-End-Ultrafiltration der Therme in Bad Aibling

Bevorzugte Einsatzgebiete sind Bereiche, in denen mit niedrigem Partikelaufkommen oder geringeren Konzentrationsgradienten gerechnet werden muss. Durch das permanente Anströmen des Feeds sinkt der Permeatfluss stetig und es ergibt sich durch das Rückspülen ein „Sägezahnmuster“ im Filtratstrom. Eine große Bedeutung hat die Dead-End-Filtration in der Wasseraufbereitung, aber auch in vielen anderen Bereiche der Membrantechnik:
- Abwasserbehandlung
- (MBR)
- Bioverfahrenstechnik

In der Schwimmbadaufbereitung werden alle Ultrafiltrationen in Dead-End betrieben, bei der Spülabwasseraufbereitung ist es herstellerabhängig, ob Dead-End- oder Tangentialflussfiltration eingesetzt wird.

## Wirtschaftlichkeit

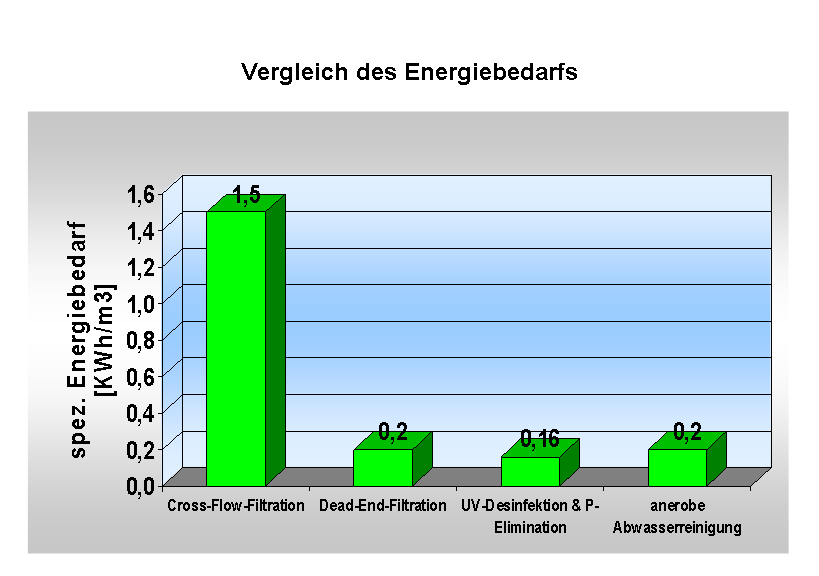
Energiebedarf verschiedener Abwasserreinigungsverfahren

Charakteristische Merkmale der Dead-End-Filtration sind die andauernden Produktionseinbrüche und Produktverluste durch die Rückspülung. Nachteilig sind ebenfalls der mit der Reinigung anfallende Einsatz von Reinigungsmitteln bzw. deren Entsorgung und Lagerung.
Von Vorteil ist die höhere Energieeffizienz der Dead-End-Filtration im Vergleich zur Cross-Flow-Filtration, bei der ein großer Teil der in die Förderung des Feeds investierten Energie durch das Retentat verloren geht. Deshalb wird an den Stellen, wo auf Cross-Flow-Filtration verzichtet werden kann, immer stärker auf die Dead-End-Filtration zurückgegriffen. Für die Dead-End-Filtration spricht auch, dass sie sehr einfach aufgebaut ist, und dass der Filtrationsbetrieb auch von niedriger qualifiziertem Personal durchgeführt werden kann.